# Bellerose Terrace
Bellerose Terrace és una concentració de població designada pel cens dels Estats Units a l'estat de Nova York. Segons el cens del 2000 tenia 2.157 habitants.

## Demografia
Segons el cens del 2000, Bellerose Terrace tenia 2.157 habitants, 639 habitatges, i 534 famílies. La densitat de població era de 8.328,2 habitants per km².
Dels 639 habitatges en un 44,8% hi vivien nens de menys de 18 anys, en un 66% hi vivien parelles casades, en un 12,2% dones solteres, i en un 16,3% no eren unitats familiars. En el 13,3% dels habitatges hi vivien persones soles el 6,6% de les quals corresponia a persones de 65 anys o més que vivien soles. El nombre mitjà de persones vivint en cada habitatge era de 3,38 i el nombre mitjà de persones que vivien en cada família era de 3,68.
Per edats la població es repartia de la següent manera: un 27,8% tenia menys de 18 anys, un 9,4% entre 18 i 24, un 30,1% entre 25 i 44, un 22,8% de 45 a 60 i un 9,9% 65 anys o més.
L'edat mediana era de 36 anys. Per cada 100 dones de 18 o més anys hi havia 92,7 homes.
La renda mediana per habitatge era de 74.853 $ i la renda mediana per família de 78.225 $. Els homes tenien una renda mediana de 41.898 $ mentre que les dones 40.938 $. La renda per capita de la població era de 23.751 $. Entorn de l'1,1% de les famílies i el 2,6% de la població estaven per davall del llindar de pobresa.